# Ortel (Band)
Ortel ist eine tschechische Hard-Rock-Band, die dem Rechtsrock zuzuordnen ist. Gegründet wurde sie von Tomáš Ortel (eigentlich: Tomáš Hnídek), der von 1994 bis 2007 auch Frontmann der neonazistischen Band Conflict 88 („88“ ist ein Szenecode für Heil Hitler) war.

## Bandgeschichte
Ortel wurde 2002 parallel zu Conflict 88 gegründet. Ortel selbst gibt an, die Band wäre aus Unzufriedenheit mit dem Ausgang der Samtenen Revolution gegründet worden. 2007 erschien das erste Album …Nevinnej als Eigenproduktion. Das Lied Hadr wurde zur offiziellen Hymne der später verbotenen, rechtsextremen Partei Dělnická strana (DS). Ortel veröffentlichte zwei weitere Alben über das Label Identity Records, bevor die weiteren Alben mit patriotischen bis rechtsextremen Texten weiter im Eigenvertrieb erschienen. Das fünfte Album Mešita, das den Sänger in der Hand von maskierten Terroristen zeigt, löste in der muslimischen Bevölkerung Tschechiens Empörung aus, da Ortel in seinen Liedern den Islam diffamierte. Muslime werden als Terroristen und Mörder dargestellt. Das Titellied wurde auf der Videoplattform YouTube mehr als drei Millionen Mal aufgerufen.
2014 war die Band erstmals für den tschechischen Musikpreis Český slavík Mattoni (Tschechische Nachtigall) in der Kategorie „Beste Band“ nominiert. Der Sieger des Preises wird über ein SMS-Voting-System ermittelt. Mit 11.838 Stimmen wurde die Band vierter. 2015 erreichte die Band mit 27.062 Stimmen Platz 2. Die Verleihung des Preises wurde in vielen europäischen Medien kritisiert. Sänger Tomáš Ortel erreichte in der Kategorie „Künstler des Jahres“ Platz 3. Vor ihm lagen Rekordsieger Karel Gott, der trotz schwerer Krankheit den Preis persönlich in Empfang nahm, und Tomáš Klus. Ortel wurde von verschiedenen rechtsextremen Parteien unterstützt. Bereits vorher hatte Adam Bartoš von Národní demokracie dazu aufgerufen für die Band zu stimmen. Die Dělnická strana sociální spravedlnosti (DSSS), Nachfolgerin der DS, gratulierte der Band nach der Verleihung. Im Vorfeld hatten Kritiker versucht, einen Auftritt der Band zu verhindern, scheiterten jedoch am Unwillen des Veranstalters Musica Bohemica, die Band zu disqualifizieren.

## Stil
Musikalisch bewegt sich die Band im Rock bis Hard Rock. Nach Aussagen einiger Kritiker ist die Musik sowie die Produktion eher unterdurchschnittlich und die Texte „auf dem intellektuellen Niveau eines Kindes“. Während Tomáš Ortels frühere Band klar dem neonazistischen Spektrum zuzuordnen war, bezeichnet der Sänger das Nachfolgeprojekt Ortel lediglich als patriotisch. Tatsächlich sind einige der Texte der Band klar islamfeindlich und bedienen die Ängste der Menschen vor Minderheiten. So heißt es in einem ihrer Lieder „Zu Ehren Allahs werden sie dir den Kopf abhacken.“ Andere Texte sind homophob und antiromaistisch. Dabei versucht er seine Hassbotschaften überwiegend in moderate, legale Texte zu verpacken.

## Diskografie
- 2007: …Nevinnej (Eigenproduktion)
- 2009: …Co se to stalo? (Identity Records)
- 2010: Ideje (Identity Records)
- 2012: Problém (Eigenproduktion)
- 2013: Mešita (Eigenproduktion)
- 2014: Defenestrace (Eigenproduktion)